# Holophaea gentilicia
Holophaea gentilicia là một loài bướm đêm thuộc phân họ Arctiinae, họ Erebidae.